# Death of a Gunfighter
Death of a Gunfighter (bra: Só Matando) é um filme estadunidense de 1969, dos gêneros faroeste e drama, dirigido por Don Siegel e Robert Totten (que assinam sob o pseudônimo de Alan Smithee), com roteiro de Joseph Calvelli e trilha sonora de Oliver Nelson.

## Sinopse
Na virada do século, em uma cidade do Texas, veterano xerife, incorruptível e conservador, não aceita deixar o cargo, o que leva a cúpula da cidade decidir que só violência, no velho estilo é a solução.

## Elenco
- Richard Widmark....... Frank Patch
- Lena Horne....... Claire Quintana
- Carroll O'Connor....... Lester Locke
- David Opatoshu....... Edward Rosenblum
- Kent Smith....... Andrew Oxley
- Jacqueline Scott....... Laurie Mills
- Morgan Woodward....... Ivan Stanek
- Larry Gates....... Prefeito Chester Sayre
- Dub Taylor....... Doc Adams
- John Saxon....... Lou Trinidad
- Darleen Carr....... Hilda Jorgenson
- Michael McGreevey....... Dan Joslin
- Royal Dano....... Arch Brandt
- Jimmy Lydon....... Luke Mills
- Kathleen Freeman....... Mary Elizabeth